# ダミアン・シュリー
ダミアン・シュリー（Damien Chouly、1985年11月27日 - ）は、フランスの元ラグビーユニオン選手。

## プロフィール
- フランス・リモージュ出身。
- 現役時代のポジションはフランカー(FL)、ナンバーエイト(No.8)。
- 身長 192cm、体重 106kg
- フランス代表通算キャップ数は46。
- ラグビーワールドカップ2015のフランス代表に選ばれた[1]。

## 略歴
CAブリーヴ、USAペルピニャン、ASMクレルモン、2019年、USAペルピニャンに復帰。 
2022年、現役を引退した。